# Коробищі
Коробищі (біл. Каробішчы) — село (веска) в складі Оршанського району розташованого у Вітебській області Білорусі. Село входить до складу Орєховської сільської ради.
Село Коробищі розташоване на півночі Білорусі, у південно-східній частині Вітебської області.